# Lugar Nuevo de Fenollet
Lugar Nuevo de Fenollet (en valenciano y oficialmente Llocnou d'En Fenollet) es un municipio de la Comunidad Valenciana, España. Perteneciente a la provincia de Valencia, en la comarca de La Costera.

## Geografía

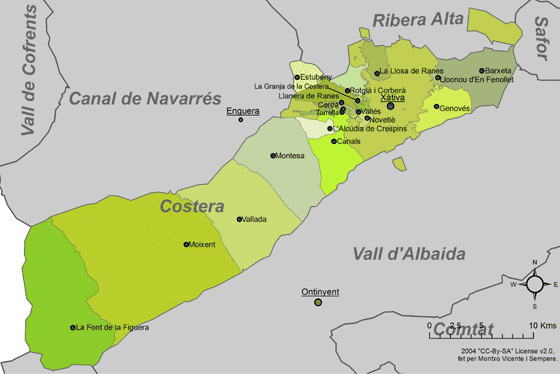
Localización en la comarca de La Costera

Municipio de reducida extensión en la comarca de la Costera, entre el monte del Peñal Puig y el río Manuel.
El terreno, salvo la pequeña loma del Tosal, es completamente llano y está formado por sedimentos cuaternarios de reciente desecación, ocupados hasta hace poco por arrozales.
Desde Valencia, se accede a esta localidad a través de la A-7 para continuar con la N-340 y enlazar en Játiva con la CV-600.

### Localidades limítrofes
El término municipal de Lugar Nuevo de Fenollet limita con las siguientes localidades:
Barcheta, Genovés y Játiva, todas ellas de la provincia de Valencia.

## Historia
La población actual fue fundada a comienzos del siglo XVII por Miguel de Fenollet, tras haber sido expulsados todos los moriscos que vivían en aquella partida, en tierras de su propiedad que formaban parte del señorío de Genovés, pero fue su padre Esteban de Fenollet y Ripoll de Castellvert quien efectivamente promovió esta fundación con la idea de edificar un caserío. La segunda esposa de Miguel de Fenollet, Beatriz Albiñana, después de enviudar, fue poseedora de este señorío. Pasó luego a su hijo Diego de Fenollet y más tarde a Miguel Alonso de Fenollet, quien nombró heredero a su sobrino Pascual de Fenollet y de Togore.
Tras la expulsión de los moriscos en 1609 y la subsiguiente repoblación con cristianos viejos en 1611, la población alcanzó un número de casas de 19 (menos de 100 personas) en 1646. Siglo y medio más tarde, en 1794 nos dice Cavanilles que contaba con 28 (140 habitantes).

## Demografía
Lugar Nuevo de Fenollet cuenta con una población de 924 habitantes (INE 2024).
| Gráfica de evolución demográfica de Lugar Nuevo de Fenollet entre 1842 y 2021                                       |
| |
| Población de derecho según los censos de población del INE Población de hecho según los censos de población del INE |

## Economía
El arroz, cultivo básico en siglos pasados, fue desplazado por el naranjo y la horticultura intensiva en los primeros años del siglo XX y ha desaparecido por completo en los últimos años.

## Administración y política
| Periodo   | Nombre                                          | Partido          |
| --------- | ----------------------------------------------- | ---------------- |
| 1979-1983 | José Sanfélix Gandía                            | PSPV-PSOE        |
| 1983-1987 | José Sanfélix Gandía                            | PSPV-PSOE        |
| 1987-1991 | José Sanfélix Gandía                            | PSPV-PSOE        |
| 1991-1995 | José Sanfélix Gandía                            | PSPV-PSOE        |
| 1995-1999 | José Sanfélix Gandía                            | PSPV-PSOE        |
| 1999-2003 | Rafael Aguado Llopis                            | PSPV-PSOE        |
| 2003-2007 | Francisco Sanz Ortega                           | PP               |
| 2007-2011 | Francisco Sanz Ortega                           | PP               |
| 2011-2015 | Rafael Aguado Llopis/ Cristóbal Rodríguez Soler | PSPV-PSOE / AlpF |
| 2015-2019 | Cristóbal Rodríguez Soler                       | AlpF             |
| 2019-2023 | Salvador Revert Alfaro                          | PSPV-PSOE        |
| 2023-act. | Salvador Revert Alfaro                          | PSPV-PSOE        |

## Patrimonio
- Iglesia parroquial. Está dedicada a San Diego de Alcalá.

## Fiestas locales
Celebra sus fiestas patronales a San Diego, Virgen de los Dolores y San Roque a finales de agosto y la fiesta del corazón de Jesús a finales de junio.